# Kreuzkofel (Lienzer Dolomiten)
Der Kreuzkofel ist ein Berg in den Lienzer Dolomiten in Österreich. Er liegt von Lienz aus hinter, also südwestlich, des Spitzkofels. Nördlich fließt die Drau vorbei, südlich liegt das Gailtal mit der Gail. Geographisch ist er Teil der Gailtaler Alpen.
Er ist mit dem Spitzkofel Teil eines eigenständigen, markanten Massivs, das vom Spitzkofel dominiert wird. Das Massiv galt lange als höchste Erhebung der Gailtaler Alpen, inzwischen verlor es den Titel an die Große Sandspitze.